# بابان سردارقاسم‌خان
 بابان سردار قاسم خان، روستایی از توابع بخش کوزران شهرستان کرمانشاه در استان کرمانشاه ایران است.
این روستا یکی از قدیمی‌ترین روستاهای بخش سنجابی می باشد و ساکنان آن عمدتاً به زبان کردی سنجابی صحبت میکنند. مذهب مردم این روستا شیعه دوازده امامی میباشد و اهالی ان در ابتدا کوچ نشین بوده اند که به مرور زمان و با گسترش پدیده یکجانشینی در روستا ساکن شده و عموماً به شغل کشاورزی مشغول هستند.مرحوم‌سعید‌رضائی کدخدای روستای‌بابان‌سردار‌قاسم‌خان بوده است.

## جمعیت
این روستا در دهستان سنجابی قرار دارد و براساس سرشماری مرکز آمار ایران در سال ۱۳۸۵، جمعیت آن ۳۲۰ نفر (۶۵خانوار) بوده‌است.